# 2017年仏領ギアナ騒乱
2017年フランス領ギアナ騒乱（2017ねんフランスりょうギニアそうらん）は、「500人の兄弟（500 frères）」が主導した一連の抗議とストライキであり、フランス領ギアナの不安とインフラストラクチャーの問題を浮き彫りにした。 
最初はクールウで2017年3月20日に始まり、数日以内にフランス領ギアナ中に広まった。この影響で同地にあるギアナ宇宙センターでのロケットや人工衛星の打ち上げは延期され、3月28日には仏領ギアナで最大のデモ活動が行われた。
抗議者たちは本土政府に10億ユーロのインフラ投資を要求した。 
2017年4月4〜5日、労働組合の指導者と3人の地方政治家がギアナ宇宙センターを占領した。2017年4月の通行止めにより、スーパーマーケットは生鮮食品が消えた。2017年のフランス大統領選挙ではストライキが問題になった。

## 背景
フランス領ギアナは、さまざまなコミュニティ（先住民、アフリカの奴隷の子孫、ブラジル、スリナム、ハイチからの移民、ヨーロッパ人）間の緊張、経済危機、不安を抱えている。
失業率は本土の2倍で5人に一人、18歳から25歳の場合は40％を超え、一人当たりの所得は15,000ユーロで、フランス本土の半分に満たない。
にもかかわらずほとんどの商品をEU認可の関税を通して隣国のブラジルやスリナムから輸入する必要があるため、物価はフランス本土より高い。食品は本土の45%高い。
麻薬取引などの犯罪が横行し、殺人率は42人とフランス全体で最悪、2016年には371人の麻薬密売人がヨーロッパ行きのフライトで逮捕された。
同地のギアナ宇宙センターはギアナの25%に相当するGDPを稼いでいるが、センターで働く職員と現地民の間の格差は大きく、2009年の段階でもインターネットの普及率は26%に留まり電力もいきわたっていない。

## ストライキ
ストライキは目出し帽を身に着けていた男性のグループである「500人の兄弟」が主導した。それらは、不安の増大、ヘルスケアへのアクセスの悪化、違法な金の採掘者の採掘、および不法入国を明らかにすることを目的とした。